# De Wenssteen
De Wenssteen (Engels: The Wishing Stone) is het negende deel uit de jeugdboekenserie Spookermonde van de Amerikaanse auteur Christopher Pike. Het verscheen in 1996 in de Verenigde Staten en werd in 1999 vertaald in het Nederlands.

## Verhaal
In het bos vinden Adam en zijn vrienden een kubusvormige steen. Ze ontdekken dat de steen hun wensen vervult. Helaas blijkt er een prijs te moeten worden betaald voor iedere wens die ze gedaan hebben.

## Personages
- Cindy Makey
- Adam Freeman
- Watch
- Sara Wilcox